# Bruno Ceccobelli

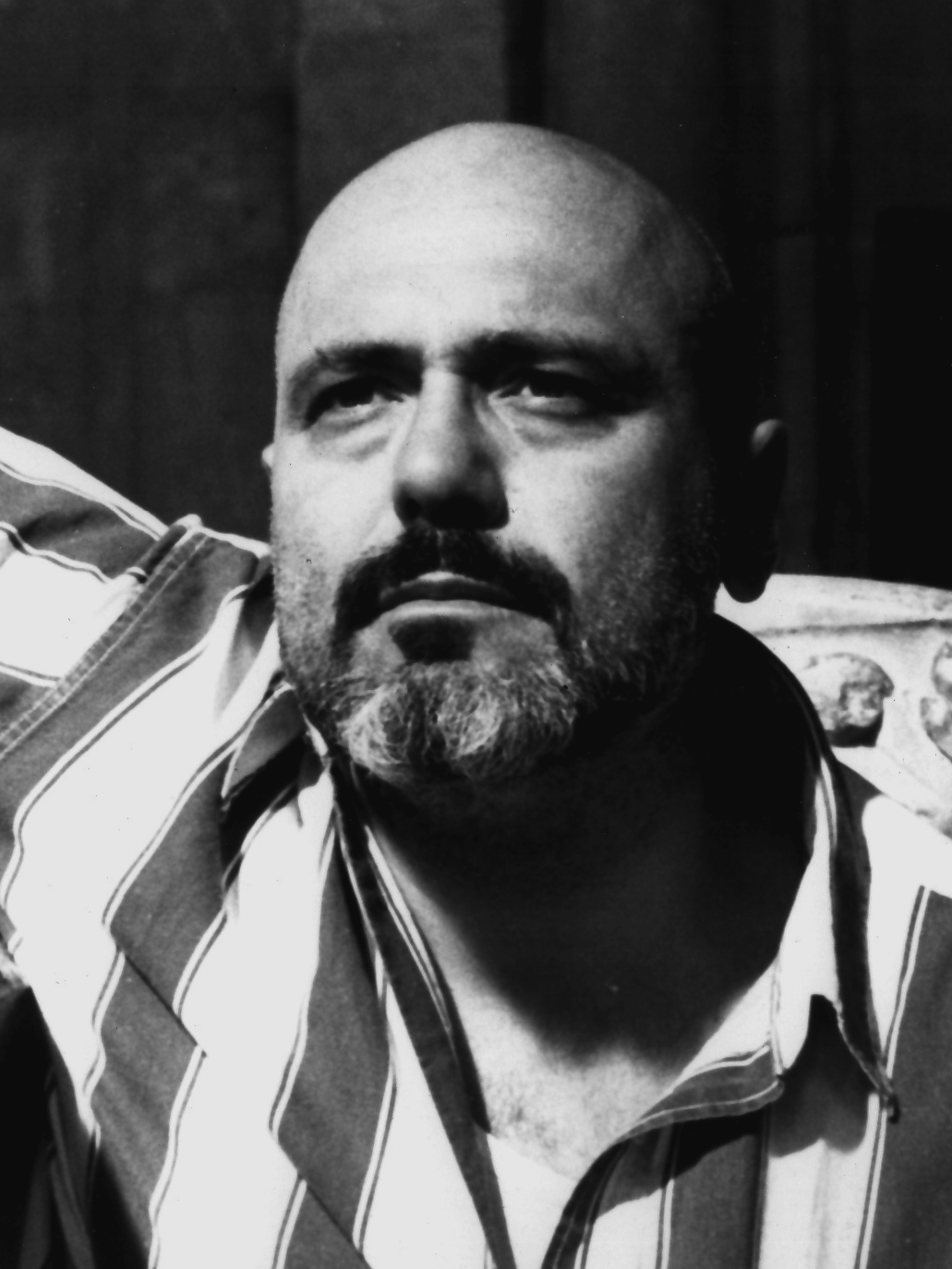
Bruno Ceccobelli, 1998

Bruno Ceccobelli (* 2. September 1952 in Monte Castello di Vibio) ist ein italienischer Bildhauer.

## Leben

### Frühes Leben
Bruno Ceccobelli wurde in Monte Castello di Vibio, einem kleinen Dorf in Umbrien, geboren.
Danach ging seine Familie nach Todi, wo seine Grundausbildung stattfand. Nach Beenden der Schule ging Ceccobelli nach Rom an die Akademie der schönen Kunst. Dort lernte er die Theorie und Praxis des Bildhauens.

### Karriere
In den frühen 1980er lassen sich Ceccobelli und andere Künstler in Pastificio Cerere, einem großen Industriegebiet im römischen Stadtteil San Lorenzo, nieder. Diese Gruppe ist als New Roman School oder San Lorenzo Kunstwerkstatt bekannt.
In den folgenden Jahren hat Ceccobelli viele Ausstellungen in ganz Europa. In den Jahren 1984 und 1986 wurde er auf die Biennale di Venezia eingeladen.

### Spätere Arbeit
Nachdem sich Ceccobelli immer weiter fortgebildet hat, kam er auch später bis nach Amerika. In New York hatte er Ende der 1980er mehrere Ausstellungen.
Anfang der 1990er hatte er Ausstellungen in Deutschland, Österreich, Kanada und Italien. 1994 wurde er auf die Ecole Nationale des Beaux-Artes im Senegal eingeladen.
2005 wurde er Direktor der Academy of Fine Arts in Perugia, verließ aber die Schule nach einem Jahr wieder.
In den folgenden Jahren hatte Ceccobelli viele Ausstellungen, vor allem in Italien.

## Werke in öffentlichen Sammlungen
- The Museum of Modern Art (MOMA), New York
- Museum Moderner Kunst Stiftung Ludwig (mumok), Wien
- Museo d’Arte Contemporanea di Roma (MACRO) - Rom
- Museum of Fine Arts, Boston, Boston
- Groninger Museum, Groningen
- Palazzo della Farnesina – Collezione Farnesina Experimenta, Rom[1]
- Museo di Portofino, Portofino[2]
- Museo dello Splendore[3]
- Collezione Maramotti, Reggio Emilia[4]
- Fabbrica Borroni
- Merano Arte im Haus der Sparkasse[5]
- Collezione Banca Intesa San Paolo
- Collezione Unicredit Group
- Maon – Museo dell’Arte dell’Otto e del Novecento
- Banca di Credito Cooperativo di Calcio e Covo
- La Serpara, Civitella d’Agliano[6]